# Xã Milburn, Quận Custer, Nebraska
Xã Milburn (tiếng Anh: Milburn Township) là một xã thuộc quận Custer, tiểu bang Nebraska, Hoa Kỳ. Năm 2010, dân số của xã này là 55 người.